# Aphilopota conturbata
Aphilopota conturbata là một loài bướm đêm trong họ Geometridae.